# Équations de Weingarten
En géométrie différentielle, en particulier en géométrie différentielle des surfaces, les équations de Weingarten donnent un développement de la dérivée du vecteur unitaire normal à une surface en fonction des dérivées premières du vecteur de position sur cette surface. Elles furent établies en 1861 par le mathématicien allemand Julius Weingarten (de).

## Énoncé engéométrie différentielle classique
Soit S une surface dans l'espace euclidien de dimension 3, paramétrée par un vecteur de position r(u, v). Soit P = P(u, v) un point donné de cette surface. Alors les deux vecteurs
{\displaystyle \mathbf {r} _{u}={\frac {\partial \mathbf {r} }{\partial u}},\quad \mathbf {r} _{v}={\frac {\partial \mathbf {r} }{\partial v}}}
forment une base du plan vectoriel tangent à S au point P. 
Soit n le vecteur unitaire normal à S en P obtenu en divisant le produit vectoriel {\displaystyle \mathbf {r} _{u}\wedge \mathbf {r} _{v}} par sa norme, et soient (E, F, G) et (L, M, N) les coefficients respectifs de la première et de la seconde forme fondamentale de cette surface. Les équations de Weingarten expriment les dérivées partielles de n comme combinaisons linéaires de ces deux vecteurs tangents ru et rv :
{\displaystyle \mathbf {n} _{u}={\frac {FM-GL}{EG-F^{2}}}\mathbf {r} _{u}+{\frac {FL-EM}{EG-F^{2}}}\mathbf {r} _{v}},
{\displaystyle \mathbf {n} _{v}={\frac {FN-GM}{EG-F^{2}}}\mathbf {r} _{u}+{\frac {FM-EN}{EG-F^{2}}}\mathbf {r} _{v}}.